# Dąbrowy (przystanek kolejowy)
Dąbrowy – przystanek kolejowy w Jeżewie (dokładnie w jego północnej części – Dąbrowie), w gminie Jeżewo, w powiecie świeckim, w województwie kujawsko-pomorskim.

## Ruch pasażerski
| Rok  | Wymiana pasażerska na dobę |
| ---- | -------------------------- |
| 2017 | 0-9                        |
| 2022 | 0-9                        |